# Битицький заказник
Би́тицький зака́зник — ландшафтний заказник місцевого значення в Україні. Об'єкт природно-заповідного фонду Сумської області. 
Розташований у межах Сумського району Сумської області, на схід від села Битиця. 

## Опис
Площа 867,5 га. Статус надано згідно з рішення облвиконкому від 21.11.1984 року № 334, рішенням облради від 13.10.1994 року. Перебуває у віданні: Битицька сільська рада, ДП «Сумське лісове господарство» (Сумське л-во, кв. 127–135, 137; Могрицьке л-во, кв. 115–116). 
Статус надано для збереження частини заплави річки Псел з липово-кленово-дубовими лісовими масивами природного походження. 
Є осередком зростання рідкісних та занесених до Червоної книги України видів рослин (пальчатокорінник м'ясочервоний, коручка чемерникоподібна, грифола зонтична), обласного Червоного списку
(осока ячмениста, страусове перо звичайне, синюха голуба, косарики черепитчасті), угруповань Зеленої книги України (формації латаття білого та глечиків жовтих). 
Є місцем мешкання тварин, занесених до Червоної книги України (лелека чорний, орел-карлик, мідянка, видра річкова, горностай, вечірниця мала, бражник мертва голова, райдужниця велика, мнемозина, махаон, поліксена), занесених до Європейського Червоного списку (деркач, палемон, красотіл пахучий, чернівець непарний), обласного червоного списку (яструб великий, щиглик, соловейко східний, ремез, тритон гребінчастий, квакша звичайна та ін.).

## Галерея

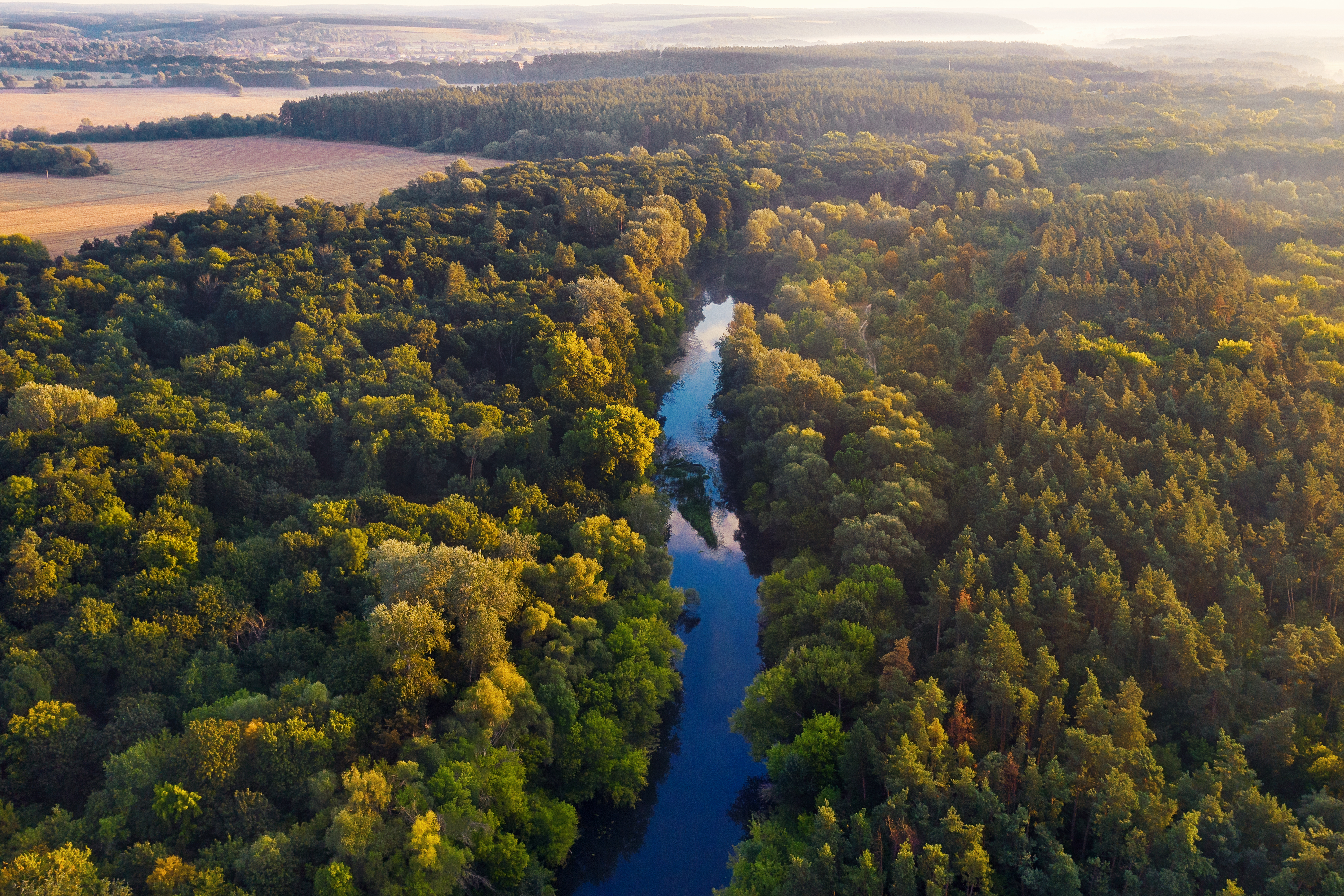
Річка Псел
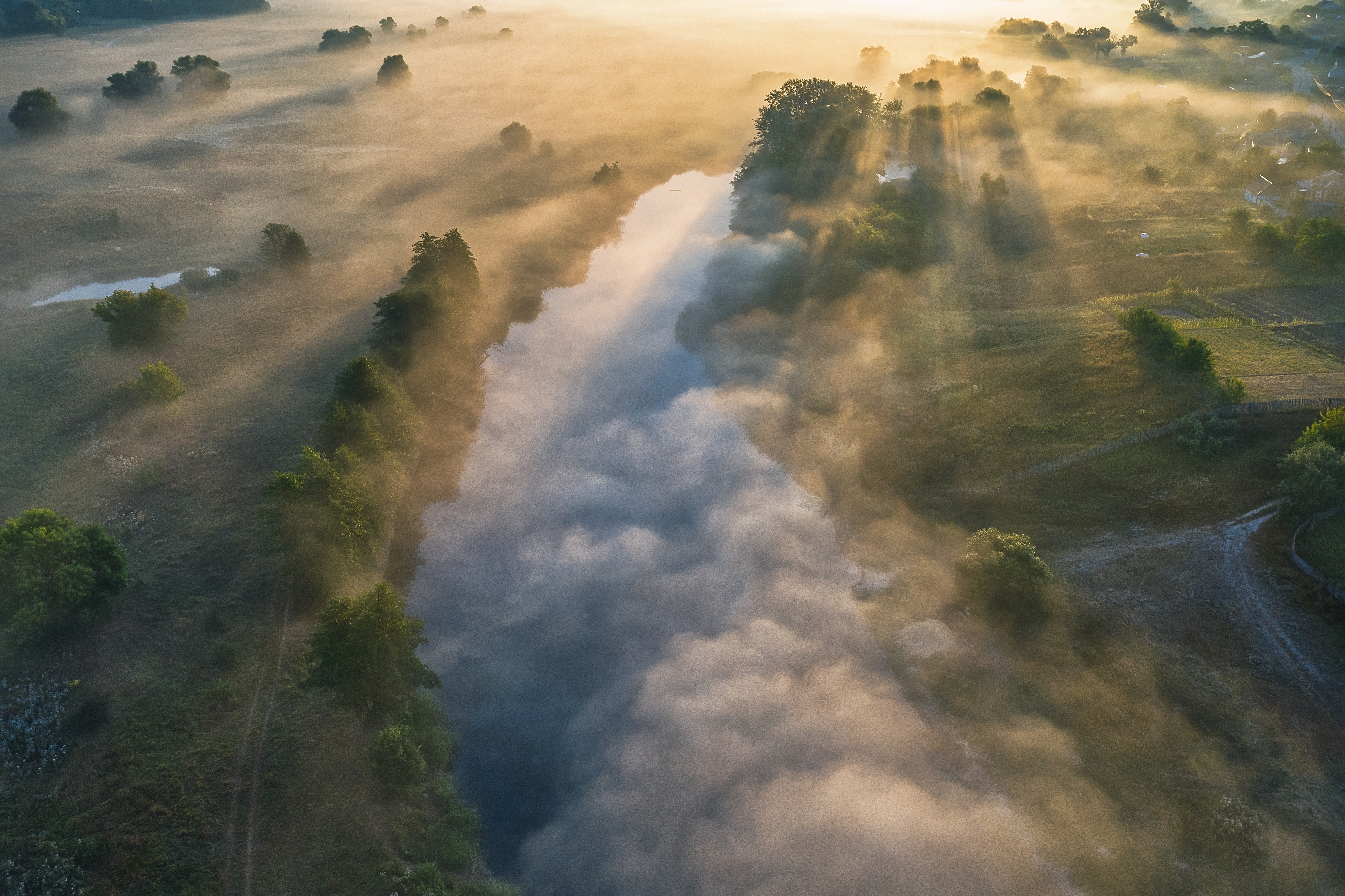
Долина ріки Псел